# エレガント人生
エレガント人生（エレガントじんせい）は、日本の男女お笑いコンビ。吉本興業東京本社所属。

## メンバー
中込 悠（なかごめ ゆう、1989年1月6日（36歳））
- 本名：同じ。
- ツッコミ担当、立ち位置は上手側。
- 身長：171cm、体重：61kg、血液型：A型
- 神奈川県横浜市出身。
- 柏陽高校卒業、早稲田大学教育学部卒業。
- 元銀行員。
- 結成前は「好青年ズ」というコンビを組んでいた[2]。
- 空気階段の水川かたまりとルームシェアをしていたことがある。
- 小学校時代からミニバスケットボールを習い始め、中学・高校共にバスケットボール部に所属していた。
- 趣味はつけ麺を食べることと、古着屋を巡ること。
- 酒好きで、特にビールを愛飲している。
- さくらももこのファンであり、コジコジやちびまる子ちゃんの単行本を所持している。
- 好きな小説家は一木けい、朝井リョウ。
- 鳥貴族では必ずチャンジャを食べる。理由は「すぐになくならないから」。
- おなかが弱い（過敏性腸症候群）。
- 好きな色は青色。
- YouTubeチャンネルの概要欄の文章を担当している。

山井 祥子（やまい しょうこ、1994年2月16日（31歳））
- 本名：同じ。
- ボケ担当、立ち位置は下手側
- 身長：154cm、体重：58kg、血液型：非公開
- 東京都出身、中学から大学までの10年間を女子校で過ごす。
- 結成前は「トーキョー少女」というコンビを組んでいた[3]。
- 中学時代はバドミントン部、高校時代は音楽部に所属し、文化祭でミュージカルを上演していた。
- 読書好き。自身も文章を書くことを好み、時折noteでエッセイを執筆している。
- 飛び出すメッセージカードや音の出るメッセージカードを人からもらうのが好き。
- 好きな近代文学作家は、江戸川乱歩、夢野久作、大江健三郎など。
- 趣味は化粧と読書とミュージカル鑑賞。
- 好きな漫画家は大島弓子、山岸凉子など。また昭和のホラー漫画やガロ系の漫画を収集している。
- 好きなアーティストはGO!GO!7188、JUDY AND MARY、私立恵比寿中学、戸川純、神聖かまってちゃん、たま、ヒカシューなど。
- 好きな映画監督はギレルモ・デル・トロ、今敏。
- 幅広いキャラクターを演じる。正確に演じるため、事前に入念な情報収集を行ってから撮影をしている。
- 好きな色はピンク色。
- YouTubeチャンネルの動画編集を担当している。

## 概要
2018年9月、中込が当時組んでいたコンビ「好青年ズ」を解散することを発表したあと、男女トリオを組もうと思い立ち、山井に声を掛ける。しかし、すぐに賛同を得られなかったため、4か月以上声を掛け続けた。
2019年4月、中込・山井・1期後輩の高木ライン（当時の芸名は「たかぎゅう」。）の3人組で「エレガント人生」を結成。2020年6月にたかぎゅうが脱退し、以降はコンビとして活動を始める。
山井は2019年9月から、中込は2020年5月からTikTokでの活動を開始した。
劇場には出演せず、YouTubeやTikTokの映像コントを主軸にした芸人活動を展開しており、ファンを公言する芸能人が多数存在する。
ファンネームはハイカラさん。

## 単独ライブ
これまで行われた単独ライブは全て発売後数秒でチケットが完売している。
- 2022年7月23日『薔薇色の人生』(よしもと有楽町シアター)
- 2023年8月11日『菊、あじさい、ハイビスカス』（ルミネtheよしもと）
- 2024年9月6日-9月7日『花は半開、酒は微酔い』（ユーロライブ）

## 出演

### テレビ
- オスカル!はなきんリサーチ（2020年7月4日、テレビ朝日） - 小芝風花推薦で祥子映像出演
- 今夜くらべてみました（2020年10月20日、日本テレビ） - 丸山礼推薦で祥子映像出演
- いいねの森 ～2021年にバズる美男美女SP〜（2020年11月5日、テレビ朝日） - まつきりな推薦で映像出演
- 千鳥のクセがスゴいネタGP（2021年2月4日、フジテレビ） - きゃりーぱみゅぱみゅ推薦で祥子映像出演
- 有田Pおもてなす（2021年10月16日、NHK総合） - 祥子のみ四千頭身とのコラボネタで出演
- 上田と女が吠える夜（2022年1月6日、日本テレビ）- 祥子のみトークゲスト出演
- 日本全国なんでも甲子園（2022年1月11日、BSよしもと）-スタジオ出演
- バゲット（2023年2月13日、日本テレビ）-ネタ出演

### ラジオ
- Qoo10 presents 内田理央の明日、なに着よ？（2021年6月18日から2週にわたりゲスト出演、TOKYO FM）- 祥子のみ出演
- ウチらのイイブン！（2025年4月18日- 週替わりパーソナリティとしてレギュラー出演、JFN系列）-コンビでの出演

### CM
- Google Pixel6（2022年3月〜）- マヂカルラブリー、すゑひろがりず、ジェラードンらと共に学園コント調の広告に出演

### ネット番組
- 芸人同棲シーズン6（2015年9月-2016年5月、テレ朝動画） - 祥子のみ

### テレビドラマ
- 俺の家の話 最終話（2021年3月26日、TBS）-  長田大州（道枝駿佑） を指名するホストクラブの客 - 祥子のみ
- みなと商事コインランドリー（2022年7月6日、paravi・テレビ東京）- 祥子のみ

### 映画
- 死に損なった男（2025年2月21日） - 金子金子プロの所属芸人 役（祥子）[8]

### 舞台
- オーストラ・マコンドー 本公演『影のない女』（2025年3月24日 - 31日、吉祥寺シアター） - 祥子のみ[9]

### 雑誌
- FRIDAY （2022年1月21日、講談社）-  日本を盛り上げる「新世代の主役たち」
- MEN’S NON-NO（2022年07月8日、集英社）-  激白！オレたちがモテるためにやったこと
- ar（2022年11月11日、主婦と生活社）-祥子のみ、ポーチ図鑑
- ar（2023年1月10日、主婦と生活者）-恋するオンナとオトコの委員会
- TV Bros. 2023年10月号同居生活特集号（2023年8月30日、東京ニュース通信社）-劇場主体の吉本で”劇場に属さない”異端児がここに登場【「これからの芸人百景」第26回 エレガント人生】
- OWARAI Bros. Vol.8 （2023年12月21日、東京ニュース通信社）-ガーリィレコードチャンネル×エレガント人生対談

## 文筆家として

### 書籍
- 酔い醒めのころに（2024年9月1日、玄光社） - コンビでの共著小説

### 連載
- あなたと私のエレガント人生（2024年12月3日〜、FANY story） - 交換日記のような形態のエッセイ
- ミスタートロットジャパン　ウォッチ記事（2025年2月26日〜 、スゴ得JOOKEY ） - 祥子のみ
- エレガントな東京（2025年4月10日〜、東京エキマチ）-担当が交互に入れ替わる連載小説